# A2 Ethniki 1992-1993
L'A2 Ethniki 1992-1993 è stata la 32ª edizione della seconda divisione greca di pallacanestro maschile. La 7ª edizione con il nome di A2.

## Classifica finale
| #  | Teams                         | P  | V  | P  | Pt | Qualificate |
| -- | ----------------------------- | -- | -- | -- | -- | ----------- |
| 1  | Papagou                       | 26 | 21 | 5  | 47 | Promozione  |
| 2  | Milōn                         | 26 | 18 | 8  | 44 | Promozione  |
| 3  | KAE Īlysiakos                 | 26 | 17 | 9  | 43 |             |
| 4  | Esperos Kallithea             | 26 | 15 | 11 | 41 |             |
| 5  | Iōnikos Nikaias               | 26 | 14 | 12 | 40 |             |
| 6  | M.A.S. Filippos Thessalonikīs | 26 | 13 | 13 | 39 |             |
| 7  | Nestōr Thessalonikīs          | 26 | 13 | 13 | 39 |             |
| 8  | Komotinī                      | 26 | 12 | 14 | 38 |             |
| 9  | MENT BC                       | 26 | 11 | 15 | 37 |             |
| 10 | Prōteas N. Kosmou             | 26 | 11 | 15 | 37 |             |
| 11 | Iraklio                       | 26 | 10 | 16 | 36 |             |
| 12 | Panellīnios K.A.E.            | 26 | 10 | 16 | 36 |             |
| 13 | Dīmokritos Thessalonikīs      | 26 | 9  | 17 | 35 | Retrocesse  |
| 14 | A.O. Near East Kesariani      | 26 | 5  | 21 | 31 | Retrocesse  |